# Râul Bujoru
Râul Bujoru este un curs de apă, afluent al râului Chineja. 